# Giovanni Sensi
Giovanni Sensi (Iglesias, ... – Caprie, 30 marzo 1403) è stato un religioso italiano.
Predicatore valdese fu condannato a morte per eresia dall'Inquisizione cattolica.

## Biografia
La tragica vicenda di Giovanni Sensi si fonda sui verbali degli interrogatori e sulla sentenza di morte, emessa lo stesso giorno della sua esecuzione, nella quale si riassumono i fatti che permettono di trarre i pochi elementi volti a inquadrare la figura del protagonista. Il 7 gennaio 1403 Emanuele Bartolomei, castellano di Caprie, località della Valle di Susa, fece arrestare Giovanni Sensi, chiamato anche Giovanni di Sardegna, rinchiudendolo nel castello del paese.

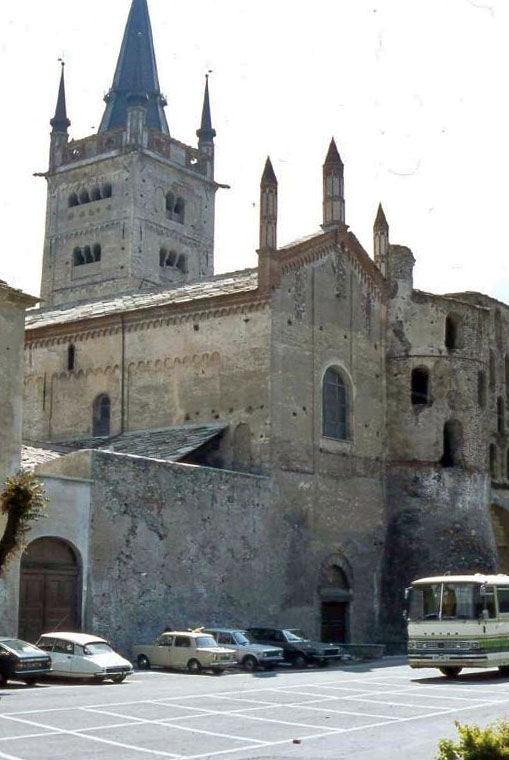
Cattedrale di Susa, XI secolo

Fu interrogato a Rivoli dal domenicano fra' Giovanni da Susa, inquisitore «incaricato dalla sede apostolica a colpire l'eretica malvagità», di fronte al quale, dopo aver fornito false generalità, ammise che, senza essere sacerdote, predicava, convertiva, assolveva dai peccati e guariva i malati. Sostenne anche che, provenendo dalla Spagna, era diretto in Val San Martino, nel bergamasco, incaricato di prendere contatto con una locale comunità di valdesi. Considerato, a causa di queste ammissioni, un personaggio importante di un movimento eretico, egli sfuggì all'inevitabile condanna a morte grazie alla confessione e alla susseguente abiura.
Esposto pubblicamente, con un particolare cappello sulla testa e un segno di croce sull'abito che lo rivelavano eretico confesso, davanti alle chiese di Rivoli, di Avigliana e di Susa, fu poi rilasciato. Giovanni non sembra essersi allontanato da Susa, anzi vi riprese la predicazione, sostenendo di essere un arciprete di Vicenza e sottolineando come l'abiura non fosse stata sincera: arrestato nuovamente in marzo, fu interrogato il 7 marzo dall'abate del convento di San Giusto e dall'inquisitore Giovanni di Susa.
Ammise di essere nato in Sardegna, allora parte della Corona di Aragona, a Iglesias (Villa Ecclesia), di chiamarsi Giovanni Sensi, di essere figlio di Bernardo e di Subilia, defunti da tempo, e di non essere un prete. Poiché egli si era comportato «come il cane che ritorna al vomito» e aveva «stretto un patto con l'inferno e la morte letale per la sua anima», l'inquisitore ordinò al castellano di Caprie, «sia sotto pena di scomunica sia di un'ammenda di cento marchi d'argento, di sottoporlo a tortura», in modo che «gli sia estorta senza effusione di sangue tutta la verità», trasmettendogli entro due giorni la confessione.

## Il processo
Il processo s'aprì il giorno dopo, davanti alla porta del castello di Caprie e al cospetto del «nobile e potente uomo Emanuele Bartolomei di Susa», castellano di Susa, del «reverendo in Cristo padre e signore don Giacomo, per grazia di Dio e della Sede Apostolica abate del monastero di San Giusto di Susa» e dell'«onorevole e onesto uomo religioso signore fra Giovanni di Susa dell'ordine dei frati predicatori di Rivoli, inquisitore dell'eretica malvagità», il Sensi confessò che già «dodici o sedici anni prima» un inquisitore di Calatayud, in Spagna, gli aveva imposto sull'abito un segno di croce rossa, «perché così si segnano i Valdesi da quelle parti». Anche l'inquisitore di Saragozza, l'agostiniano fra' Giovanni, gli impose più tardi l'abito con la croce rossa e, in più, gli marchiò la fronte «con un segno di croce per mezzo di un ferro caldo», minacciandolo che in caso di ricaduta sarebbe stato punito con il rogo.

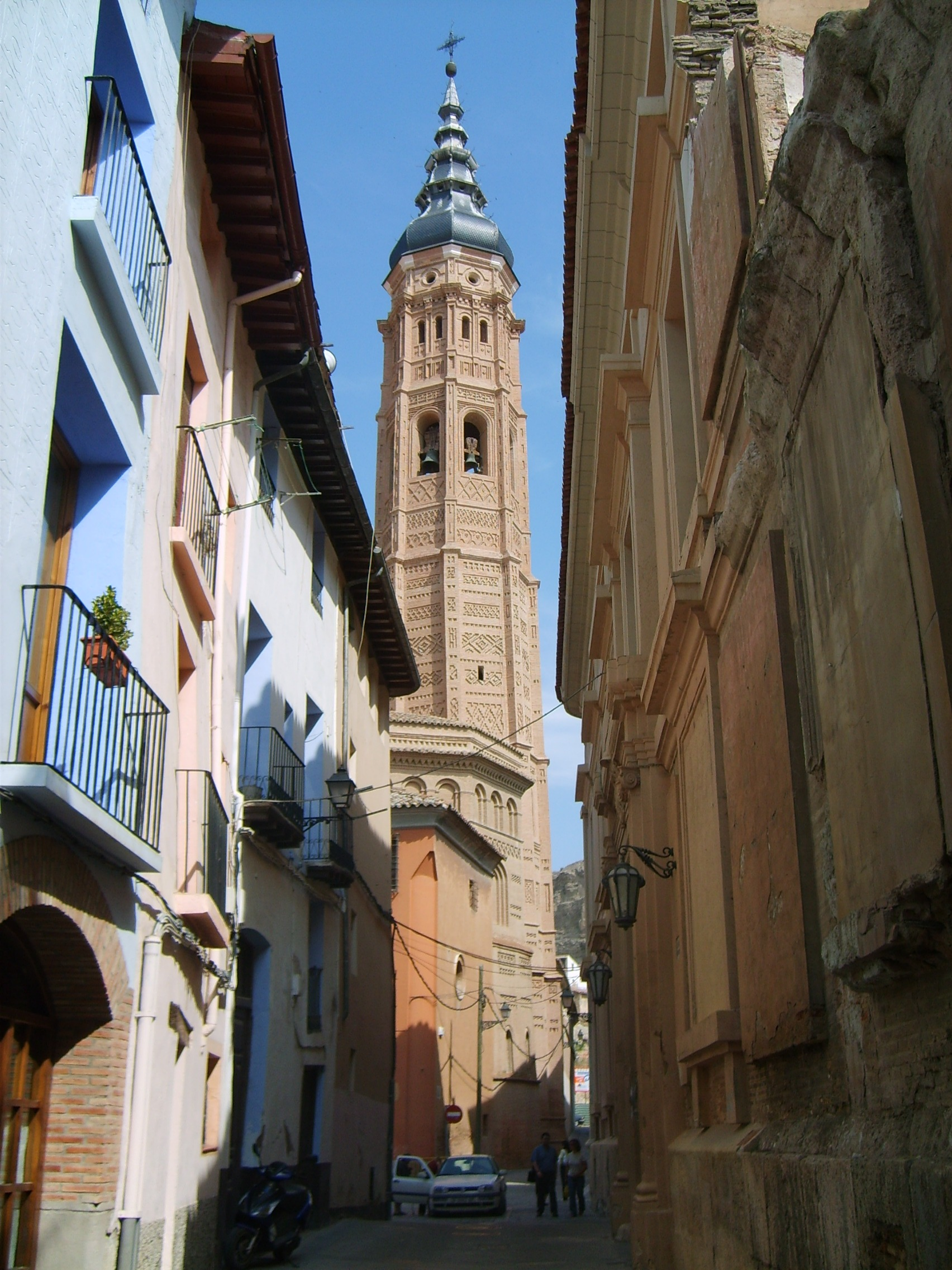
Uno scorcio di Calatayud

Affermò di partecipare alle assemblee valdesi da quasi venti anni, la prima volta a Salamanca, «dove si tenne una riunione di circa 1.500 persone tra uomini e donne. E in quel luogo a lume spento dissero quis habet teneat (chi ha, tenga)».
Partecipò ad analoghe assemblee anche a Calatayud, a Pragelato e a Costa Sant'Andrea, nel Delfinato, in casa di un certo Bartolomeo di Pisa, insieme con una quindicina di uomini e donne: in esse egli «insegnava che non esisteva la gloria del Paradiso, parimenti che non c'è Paradiso prima del giorno del giudizio. Analogamente che i santi dipinti sul muro non devono essere adorati, poiché non hanno realtà. Parimenti che non esiste il Purgatorio. Parimenti che Dio non s'incarnò nella Vergine Maria né avrebbe potuto incarnarsi. Parimenti il medesimo Giovanni in Val di Susa predicava che nessuno sarà dannato se non il solo diavolo».
Riguardo alla confessione e al matrimonio, riferì nella «credenza valdese è proibito confessare i propri peccati al sacerdote ma [...] si danno offerte al maestro della credenza valdese e si confessano i propri peccati al medesimo maestro» mentre «il matrimonio è falso e [...] qualunque donna portando l'anello al dito è obbligata per il dovere contratto ad accorrere in aiuto a qualunque uomo bramoso che richieda alla stessa donna l'unione carnale [...] al solo contatto di un dito dell'uomo con il dito della donna si contrae non il matrimonio ma in luogo del matrimonio si contrae nella credenza valdese ciò che è il matrimonio nella fede cattolica. E in quella pestifera legge valdese si insegna che ogni donna deve soddisfare con la copula carnale chiunque gliene faccia richiesta e ne senta il desiderio».
Interrogato sui sacramenti, rispose che «nell'ostia consacrata non c'è il corpo del Signore nostro Gesù Cristo, ma è solo un po' di pane e non altro»; nell'assemblea il magister valdese benedirebbe tuttavia del pane con le parole «agali, agali poma grea» che significherebbero «adoro te e consacriamo te», mentre il battesimo «è solo un po' d'acqua per lavare il corpo». Affermò poi di adorare un demone, sostenendo che i valdesi «hanno uno speciale demone per loro signore, chiamato principe Angariel luce del meriggio» e un altro che il Sensi «adorò in forma di gatto e che nominò Temon e un altro ancora che adorò in forma di capra».
L'inquisitore gli fece confessare che «nella città di Villadiego, in Spagna, nell'episcopato di Burgos, un certo Ludovico di Villa Nogno rapì il corpo del signor nostro Gesù Cristo consacrato e lo stesso Ludovico insieme con un certo Marco di Villadiego lo stesso corpo di Cristo consacrato trasferirono a Villa Nogno e in modo blasfemo lo divisero in quattro parti per vedere se poteva resistere a Maometto, dio dei valdesi, e lo stesso indagato mangiò una quarta parte dell'ostia consacrata in odio e disprezzo del signore nostro Gesù Cristo. E prima che lo mangiassero, cossero in una padella oliata lo stesso corpo di Cristo in maniera blasfema per vedere se lo stesso corpo di Cristo poteva resistere al loro dio Maometto e lo stesso Giovanni che parla teneva la detta padella sul fuoco».
Il giorno dopo, sotto un'ala del tetto del castello di Caprie, invitato a confermare quanto aveva dichiarato, «dopo aver ben riflettutto su tutto per sua propria, autentica, libera e spontanea volontà, non costretto dalla tortura o da altro modo», confermò che quanto dichiarato corrispondeva a verità. Ciò nonostante, il processo riprese il 14 marzo, e al Sensi furono fatte ripetere le proprie generalità, il nome del padre - che per mestiere coniava moneta a Iglesias «per conto del regno di Aragona, il cui re si chiamava Pietro» - che fu già trovato eretico in Spagna per due volte, che partecipò, in Italia, a riunioni di valdesi in Puglia, a Melfi, Monopoli, Taranto, Brindisi e Barletta, nelle quali disse che «viene negata l'esistenza del Purgatorio, e i suffragi fatti dalla Chiesa non giovano ai defunti e che è peccato riverire le immagini dei santi. E che Dio non nacque dalla Vergine beata. E che il corpo di Cristo non è presente nell'ostia consacrata, ma è soltanto un pezzo di pasta».
Nuovamente, alla richiesta di confermare tutte le dichiarazioni rilasciate dalla prima udienza in poi, rispose affermativamente, liberamente aggiungendo che «fra i valdesi di Spagna esiste questa consuetudine: veramente quando qualcuno tra i valdesi ingravida la propria madre o la sorella nell'assemblea, il figlio che nasce viene affidato al vescovo dei valdesi, che presso di loro ha nome Taffia, il quale cuoce quella creatura in un recipiente e dalla sostanza grassa, unita a olii, ne ricava un unguento conservato in un piccolo contenitore, e con tale materia si ungono i bastoni con cui i valdesi cavalcano». L'inquisitore sottopose il Sensi ancora a tortura «per vedere se si poteva ottenere altro da lui», ma quello fu tutto.
In un successivo giorno, che il verbale non precisa, Giovanni Sensi fu portato in un luogo chiamato Grangia, non lontano dal castello di Caprie. Confermando di essere cristiano, uniche nuove sue affermazioni furono che non fu spinto da alcuno ad aderire alla setta valdese, che la vita dei valdesi è migliore di quella degli altri cristiani e che «la Chiesa di Roma non è altro che vanagloria e che in essa e nei suoi ministri non c'è né autorità né virtù». Precisò infine di non aver mai assistito alla cottura dei bambini, perché potevano esservi presenti solo i preposti a tale compito.

## La sentenza
Il 19 marzo il tribunale si riunì ad Avigliana nella chiesa di San Giovanni: erano presenti, oltre all'inquisiore fra' Giovanni, priori, avvocati, due frati dell'Ordine degli Umiliati, il sindaco e «molti altri abitanti di Avigliana». Fu stabilito che Giovanni Sensi dovesse essere considerato eretico recidivo - relapso - e pertanto dovesse essere «consegnato al braccio secolare per essere punito con la pena di morte».
Il 30 marzo, presso le mura del castello di Caprie, dopo essergli state tolte le due croci rosse che portava sull'abito gli fu letta la sentenza:
Analogamente dicesti e nel corso dell'azione giudiziaria confessasti che una volta ad Avignone con certi altri, per poter possedere delle donne, adorasti un demone per la prima volta in forma di gatto e la seconda in forma di capra. E in più occasioni cer altri cavalcasti un bastone che i valdesi cavalcano [ ... ] percorrevi la Valle di Susa celebrando messe, predicando pubblicamente e, come affermavi, sanando gli infermi [ ... ] che nel giorno del giudizio nessuno sarà dannato all'infuori del diavolo e che la copula carnale fuori del matrimonio non è peccato purché tra coloro che si uniscono non vi siano rapporti di consanguineità [ ... ] per tutto questo noi, sopradetto fra' Giovanni inquisitore, non volendo che tanto numerose e grandi scelleratezze da te commesse rimangano impunite, né che tu diventi esempio per gli altri [ ... ]
Invocato il nome di Cristo, reso partecipe della decisione del consiglio il reverendissimo in Cristo padre e signore don Giovanni, per grazia di Dio e della Sede Apostolica vescovo di Torino [ ... ] presiedendo per l'autorità del nostro signore Papa che in questa parte rappresentiamo e del già citato signore vescovo di Torino, nel sentenziare giudichiamo e nel giudicare sentenziamo che tu, Giovanni Sensi [ ... ] in quanto relapso in eresia o meglio valdesìa prima abiurata affidiamo da ora nelle mani del nobile uomo Emanuele Bartolomei della famiglia Bartolomei di Susa castellano di Caprie [ ... ] confischiamo ogni bene tanto mobile quanto immobile del detto Giovanni [ ... ] eli destiniamo all'ufficio dell'inquisitore a nome della Chiesa di Roma [ ... ] ordinando a tutti e a ogni singola persona che in qualunque modo avessero qualcosa della proprietà e dei predetti beni di Giovanni e sotto pena di scomunica ai medesimi ingiungiamo [ ... ] a consegnare quei beni [ ... ]»
La sentenza fu eseguita lo stesso giorno, in un luogo imprecisato «al confine di Condove».